# Benedekfalva
Benedekfalva (románul: Benesat, korábban Benefalău) falu Romániában, Szilágy megyében.

## Nevének eredete
Neve talán a Szamos túlparti Kőd határában létezett bencés kolostor birtoklására utal. Először 1475-ben Benedfalwa, majd 1487-ben Benedekfalwa alakban említették.

## Fekvése
Zilahtól negyven kilométerre északkeletre, a Szamos folyó bal partján, Szilágy megye északi peremén fekszik.

## Népessége
- 1785-ben 349 lakost számoltak benne össze. A férfiak 41%-a volt zsellér, 27%-a nemes és 21%-a jobbágy.
- 1880-ban 381 lakosából 284 volt román és 81 magyar anyanyelvű; 298 görögkatolikus, 43 református, harminc zsidó és tíz római katolikus vallású.
- 2002-ben 524 lakosából 419 volt román és 105 magyar nemzetiségű; 364 ortodox és 94 református vallású.

## Története
Közép-Szolnok vármegyei falu volt, amelyet 1876-ban csatoltak Szilágy vármegyéhez. A 15. században és a 16. század első felében főként a Kusalyi Jakcs család birtoka, amely ezután a Drágfi család tulajdonába került. A család kihalása után, 1572-ben Báthory István fejedelem Gyulaffy Lászlónak adományozta benedekfalvi birtokukat. 1640-ben a Gyulaffy család csehi jószágaihoz tartozott, és udvarház állt benne. 1682-ben német katonák felégették. 1720-ban lakói háromnegyedét románként, egynegyedét pedig elrománosodott magyarként vették számba. Jogállás szerint felük zsellér, egynegyedük jobbágy és egynegyedük nemes. (A nemesek 1797-es összeírásakor főként román nevekkel találkozunk.) A 18. század nagy részében a Wesselényi család volt fő birtokosa, 1797-ben már többek között a Bethlen, a Bánffy, a Teleki és a Gyulay család birtokolt benne. Román lakói 1782-ben tértek át görögkatolikusnak. Református templomát 1909-ben építették, a híveket korábban egy fatemplom szolgálta. 1948-ban a bürgezdi Kaizler-kastély anyagából építettek új községházát. A Szamos 1970-es árvize nagyrészt elpusztította. Ekkor keletkezett keleti peremén a tó, amelyet 2003–2004-ben halakkal telepítettek be.

## Nevezetességek
- A Szamos Benedekfalva és Szamoscikó közötti, szűk szorosa.
- Ortodox (volt görögkatolikus) temploma az első román kőtemplom a mai Szilágy megye területén, 1741 előtt építtette a helybeli Pascu, Dateu és Ioan Meț.